# Oscar Rütt
Oskar ou Oscar Rütt, né le 26 février 1906 à Sydney en Australie et mort à une date inconnue, est un coureur cycliste allemand.

## Biographie
Oscar Rütt est le fils du champion allemand Walter Rütt et de Charlotte une sœur de l'ancien coureur cycliste Orla Nord (de). Il est né lors d'un voyage de ses parents en Australie.
Son père le pousse dans la carrière cycliste. Il porte comme son père un maillot rayé noir et vert.
En 1925, il fait une tournée aux États-Unis,.
En 1926, dans le Grand Prix de Paris amateur, il est battu en demi-finale par le futur vainqueur Mathias Engel. Il est sélectionné pour les championnats du monde de vitesse amateur 1926 et passe professionnel fin 1926,.
En février 1927, il participe au match Franco-Allemand au Vél' d'Hiv où il est battu par Gabriel Poulain ancien rival de son père,,.
En 1927 et 1928, il court des américaines avec André Mouton, avec qui il participe également aux six jours de Stuttgart et aux six jours de Cologne en 1928.
Il émigre ensuite au Danemark et épouse sa petite amie Dagmar. Il gagne sa vie en tant que vendeur de radio.

## Palmarès sur piste
- 1923
  - Championnat de Prusse de vitesse amateur[15],[16].
- 1926
  - Prix Alfred Riguelle[1],[17],[18].
- 1927
  - Match international de vitesse au Palais des sports de Bruxelles[19].